# Poggio Berni
Poggio Berni är en ort och frazione i kommunen Poggio Torriana i provinsen Rimini i regionen Emilia-Romagna i Italien. 
Poggio Berni upphörde som kommun den 1 januari 2014 och bildade med den tidigare kommunen Torriana den nya kommunen Poggio Torriana. Den tidigare kommunen hade 3 437 invånare (2013).